# Kent State University

Logo

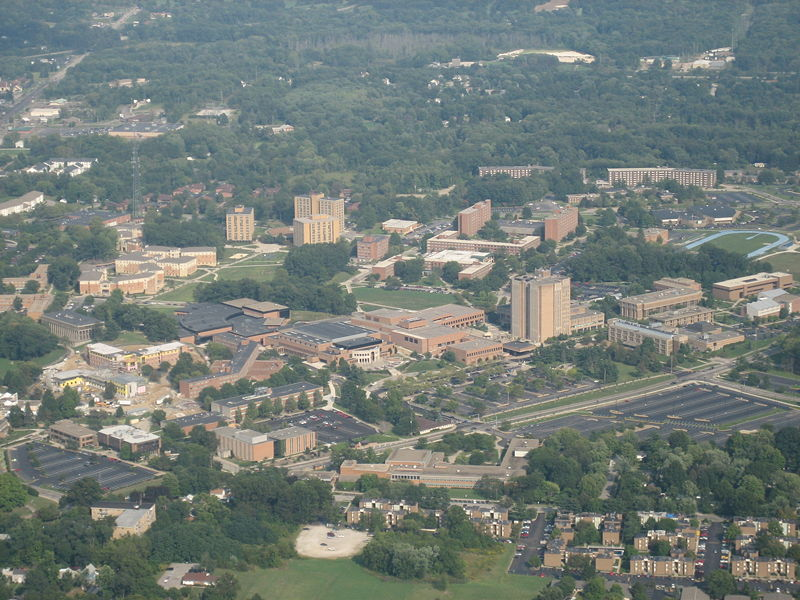
Luftaufnahme vom Campus

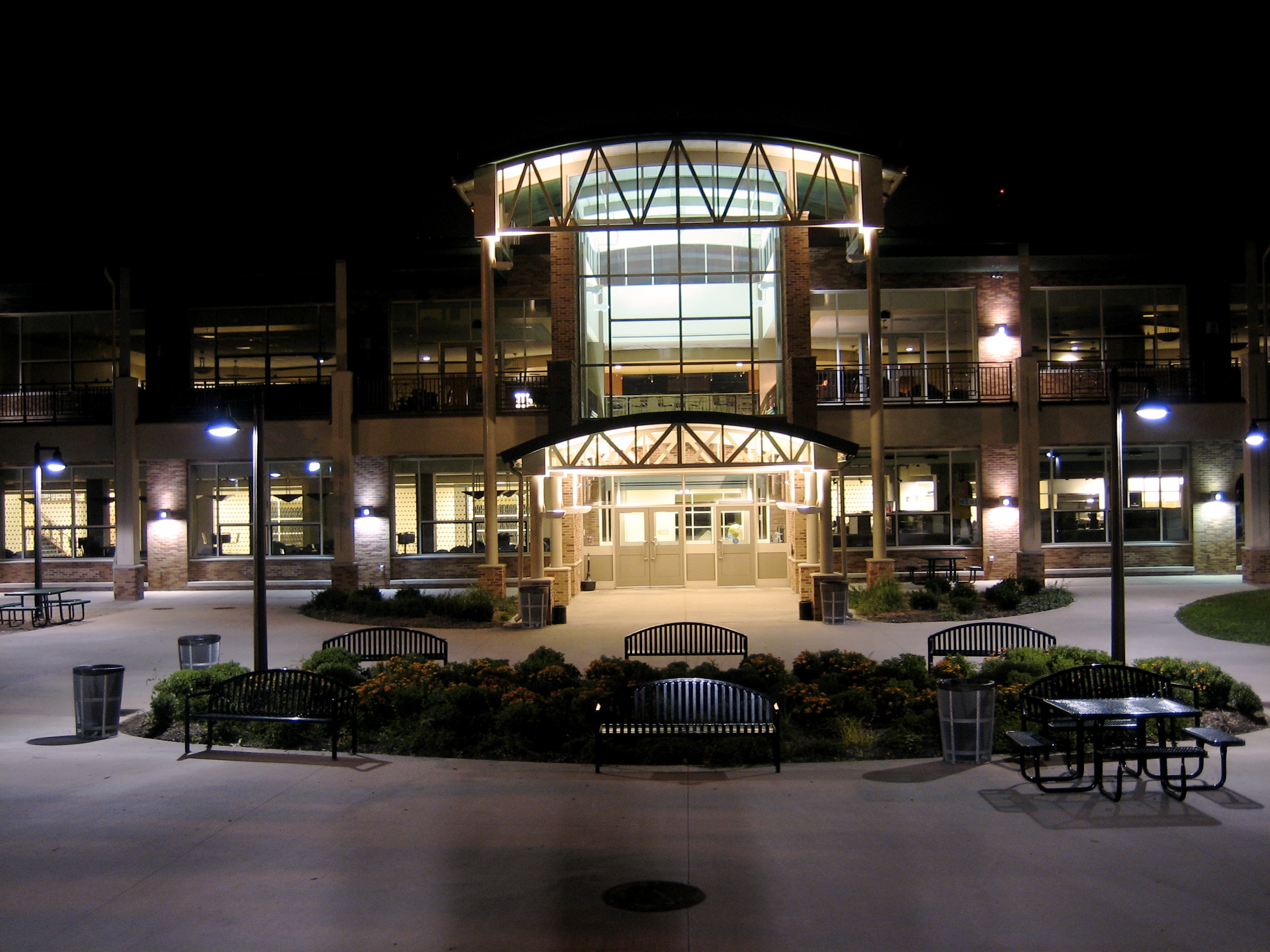
Eastway Dining Hall

Die Kent State University (auch Kent State oder KSU genannt) ist eine staatliche Universität in Kent im US-Bundesstaat Ohio. Mit 34.491 Studenten ist sie nach der Ohio State University und der University of Cincinnati die drittgrößte Hochschule in Ohio. Neben dem Hauptcampus in Kent gibt es weitere Standorte in Ashtabula, East Liverpool, Geauga, Salem, Stark, Trumbull und Tuscarawas. Die Hochschule wurde 1910 gegründet.
Am 4. Mai 1970 starben beim Kent-State-Massaker vier Studenten im Kugelhagel der Nationalgarde, die herbeigerufen worden war, um den vier Tage dauernden Protest gegen die US-amerikanische Invasion Kambodschas zu beenden.

## Fakultäten
- Architektur und Umweltdesign
- Kommunikations- und Informationswissenschaften
- Künste
- Künste und Wissenschaften
- Pädagogik, Gesundheit und Human Services
- Pflege
- Technologie
- Weiterbildung
- Wirtschaftswissenschaften
- Honors College

Interdisziplinäre Programme:
- Biomedizinische Wissenschaften
- Financial Engineering
- Informationsarchitektur und Wissensmanagement

Weitere Programme:
- Luft- und Raumfahrt
- Militärwissenschaften

## Sport
Die Sportteams der Kent State University sind die Golden Flashes. Die Hochschule ist Mitglied in der Mid-American Conference.

## Persönlichkeiten
- Blitz Bazawule (* 1982) – Filmemacher und Musiker
- John de Lancie (* 1948) – Schauspieler
- Julian Edelman (* 1986) – American-Football-Spieler
- Antonio Gates (* 1980) – American-Football-Spieler
- Dirk Hayhurst (* 1981) – Baseballspieler
- Lou Holtz (* 1937) – ehemaliger Footballtrainer, Sportjournalist
- Chrissie Hynde (* 1951) – Rocksängerin (ohne Abschluss)
- Michael Keaton (* 1951) – Schauspieler (ohne Abschluss)
- Jack Lambert (* 1952) – ehemaliger American-Football-Spieler
- James Harrison (* 1978) – ehemaliger American-Football-Spieler
- Mark Mothersbaugh (* 1950) – Musiker (Devo)
- Thurman Munson (1947–1979) – Baseballspieler
- Nic Nemeth (* 1980) – Wrestler
- Nick Saban (* 1951) – American-Football-Trainer
- Gerald Tinker (* 1951) – Leichtathlet, Olympiasieger
- Joe Walsh (* 1947) – Rock'n Roll Musiker (ohne Abschluss; erhielt Ehrendoktor 2001)